# USS Pasadena (CL-65)
O USS Pasadena foi um cruzador rápido operado pela Marinha dos Estados Unidos e a nona embarcação da Classe Cleveland. Sua construção começou em fevereiro de 1943 nos estaleiros da Bethlehem Shipbuilding em Massachusetts e foi lançado ao mar em dezembro do mesmo ano, sendo comissionado na frota norte-americana em junho de 1944. Era armado com uma bateria principal de doze canhões de 152 milímetros montados em quatro torres de artilharia triplas, tinha um deslocamento de mais de catorze mil toneladas e alcançava uma velocidade máxima de 32 nós.
O Pasadena entrou em serviço no final da Segunda Guerra Mundial e foi encarregado da escolta de porta-aviões, desempenhando esta função nos estágios finais da Campanha das Filipinas e depois durante as Batalhas de Iwo Jima e Okinawa. A guerra terminou em agosto de 1945 e o navio voltou para casa em janeiro de 1946, passando os anos seguintes ocupando-se principalmente de exercícios e treinamentos de rotina no Oceano Pacífico. Foi descomissionado em janeiro de 1950 e mantido inativo na Frota de Reserva até 1970, quando foi enviado para desmontagem.

## Características

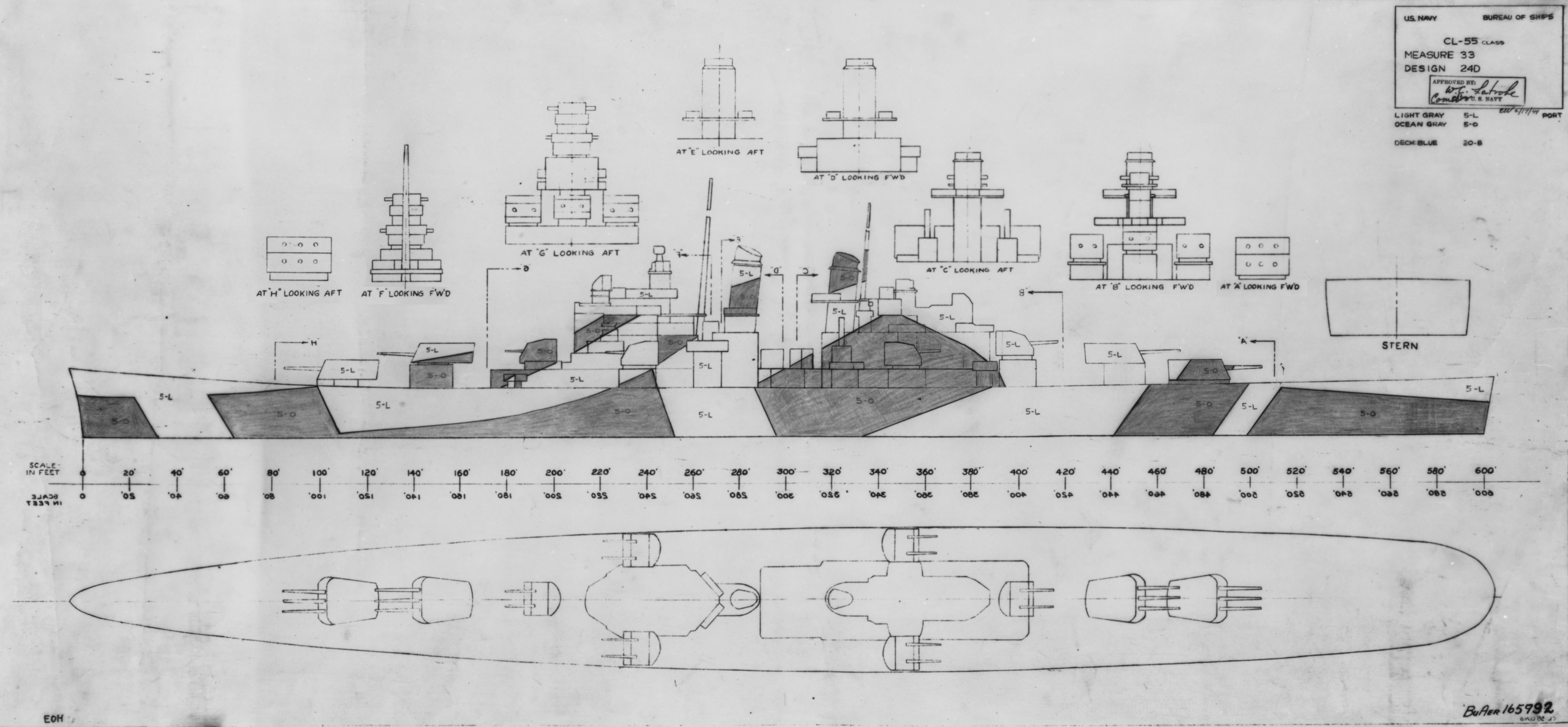
Desenho da Classe Cleveland

O projeto dos cruzadores rápidos da Classe Cleveland começou no final da década de 1930. O deslocamento de navios do tipo na época ficava limitado a 8,1 mil toneladas pelos termos do Segundo Tratado Naval de Londres. Entretanto, após o início da Segunda Guerra Mundial em setembro de 1939, o Reino Unido anunciou que iria suspender o tratado pela duração do conflito, uma decisão rapidamente seguida pelos Estados Unidos. Este, apesar de ainda neutro, reconheceu que sua entrada na guerra era provável e que a necessidade urgente de mais navios impedia um projeto totalmente novo, assim a Classe Cleveland teve seu projeto muito baseado na predecessora Classe Brooklyn. A principal diferença foi a remoção de uma torre de artilharia tripla de 152 milímetros em favor de uma torre dupla de 127 milímetros.
O Pasadena tinha 185,95 metros de comprimento de fora a fora, boca de 20,22 metros e calado de 7,47 metros. Seu deslocamento padrão era de 11 932 toneladas, enquanto o deslocamento carregado chegava a 14 358 toneladas. Seu sistema de propulsão era composto por quatro caldeiras Babcock & Wilcox que queimavam óleo combustível proporcionando o vapor para quatro conjuntos de turbinas a vapor General Electric, cada uma girando uma hélice. A potência indicada era de 102 mil cavalos-vapor (75 mil quilowatts), suficiente para levar o navio a uma velocidade máxima de 32,5 nós (60,2 quilômetros por hora). Sua tripulação era composta por 1 285 oficiais e marinheiros.
Sua bateria principal era formada por doze canhões Marco 16 calibre 47 de 152 milímetros montados em quatro torres de artilharia triplas na linha central do navio, duas na proa e duas na popa, em ambos os casos com uma torre sobreposta à outra. A bateria secundária tinha doze canhões de duplo-propósito calibre 38 de 127 milímetros em seis torres de artilharia duplas. Duas ficavam na linha central à proa e à ré da superestrutura, enquanto as outras quatro ficavam nas laterais da superestrutura. A bateria antiaérea tinha 24 canhões Bofors de 40 milímetros em quatro montagens quádruplas e quatro duplas, mais 21 canhões Oerlikon de 20 milímetros em montagens únicas.
O cinturão principal de blindagem tinha uma espessura que variava de 89 a 127 milímetros, com a seção mais espessa ficando à meia-nau, onde protegia os depósitos de munição e as salas de máquinas. Seu convés blindado tinha 51 milímetros de espessura. As torres de artilharia principais eram protegidas com uma frente de 170 milímetros e laterais e teto de 76 milímetros, ficando em cima de barbetas que tinham 152 milímetros de espessura. Sua torre de comando tinha laterais de 127 milímetros.

## História
O batimento de quilha do Pasadena ocorreu em 6 de fevereiro de 1943 nos estaleiros da Bethlehem Shipbuilding em Quincy, Massachusetts. Foi lançado ao mar em 28 de dezembro do mesmo ano e comissionado em 8 de junho de 1944. Ele então realizou seu cruzeiro de testes e treinamentos iniciais até setembro, partindo no dia 25 para juntar-se às forças lutando na Guerra do Pacífico na Segunda Guerra Mundial. Chegou na base de Ulithi em meados de novembro, sendo designado para a Força Tarefa 38, também chamada de Força Tarefa de Porta-Aviões Rápidos. O cruzador foi encarregado de operar como parte da escolta dos porta-aviões enquanto estes realizavam ataques contra alvos japoneses nas Filipinas e Formosa em apoio à Campanha das Filipinas. Estas ações continuaram até 1945, com a unidade entrando no Mar da China Meridional em janeiro a fim de atacar instalações japonesas na Indochina Francesa e Formosa. Seguiram-se no mês seguinte ataques contra o próprio Japão, então os porta-aviões voltaram sua atenção no final do mês para a invasão de Iwo Jima. Durante esta, o Pasadena participou de operações de bombardeios litorâneos para apoiar os fuzileiros navais em terra.

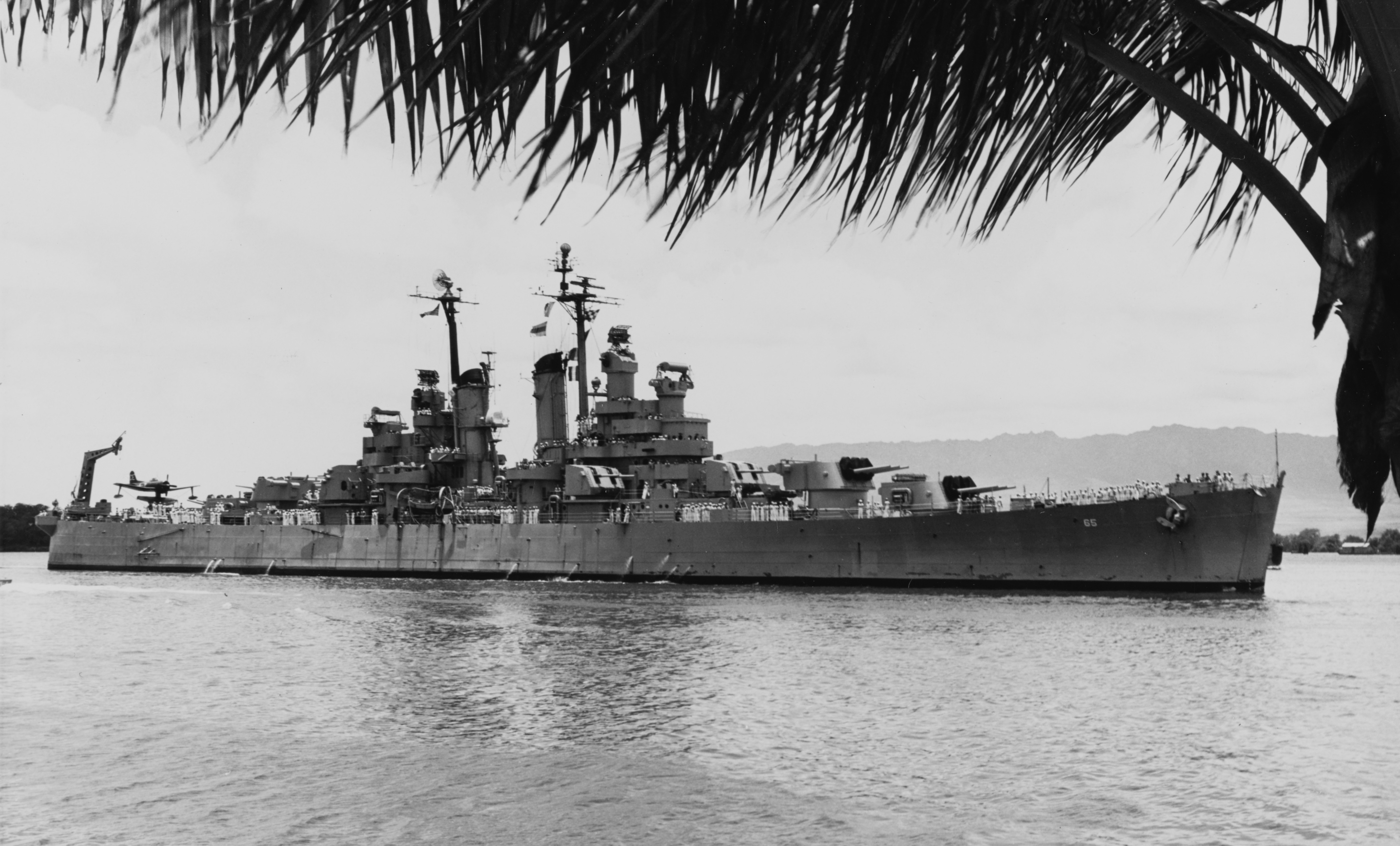
O Pasadena entrando no porto de Pearl Harbor em meados de 1948

A Força Tarefa 38 recuou para Ulithi a fim de reabastecer, partindo em meados de março para ataques preparatórios em Okinawa antes de sua iminente invasão. Estes incluíram incursões no norte das Ilhas Ryūkyū e no sul do Japão com o objetivo de neutralizar forças que poderiam interferir com os desembarques. O Pasadena durante este período serviu como capitânia da Divisão de Cruzadores 17, que realizou bombardeios litorâneos em Minami Daitō em 28 de março e 10 de maio. As forças desembarcaram em Okinawa em abril e operações de suporte continuaram até o final de maio, com a Força Tarefa 38 voltando para Ulithi em junho para reabastecer. Os navios fizeram uma surtida no início de julho para mais uma série de ataques contra o arquipélago japonês, incluindo bombardeios litorâneos; estes continuaram até meados de agosto, quando a guerra terminou no dia 15. O Pasadena então participou dos estágios iniciais da ocupação do Japão. Tornou-se em 23 de agosto a capitânia do Grupo de Tarefas 35.1 e quatro dias depois ancorou na Baía de Sagami, próximo de Tóquio. Ele entrou na Baía de Tóquio em 1º de setembro em preparação para a cerimônia de rendição formal do Japão no dia seguinte. O cruzador foi condecorado com cinco estrelas de batalha por seu breve serviço na Segunda Guerra Mundial.
O Pasadena permaneceu na Baía de Tóquio até meados de janeiro de 1946 ajudando na supervisão da ocupação de Tóquio. Ele partiu de volta para os Estados Unidos em 19 de janeiro e foi diretor passar por reformas em um estaleiro de Los Angeles, na Califórnia. Depois disso participou de exercícios de treinamento na área até setembro, quando retornou para o Oceano Pacífico central. O cruzador participou de exercícios de treinamento em divisão na região da Micronésia entre novembro de 1946 e fevereiro de 1947, seguido por manobras de frota próximas do Havaí, retornando então para a Califórnia. Mais manobras de treinamento foram realizadas no início de 1948, sucedidas por um cruzeiro de treinamento para estudantes do Corpo de Treinamento de Oficiais da Reserva Naval. O Pasadena iniciou mais uma viagem para o Sudeste Asiático em 1º de outubro, incluindo uma visita a Qingdao na China no final do mês. O navio ficou patrulhando o litoral chinês até maio de 1949, quando retornou para a Califórnia, onde chegou em 1º de junho. Pelos meses seguintes tomou parte em exercícios de treinamento até partir em 12 de setembro para Bremerton, em Washington, a fim de ser desativado. Foi descomissionado em 12 de janeiro de 1950 e mantido na Frota de Reserva do Pacífico até 1970, sendo removido do registro naval em 1º de dezembro e depois desmontado.